# Lo/Ro 18
Der Typ Lo/Ro 18, auch Serie Astrakhan ist eine Baureihe von 27 Lo/Ro-Containermotorschiffen der Warnow-Werft, die zwischen 1983 und 1993 in Betrieb genommen wurde.

## Beschreibung
Der Schiffstyp war bei seiner Vorstellung die erste Baureihe des seit Ende der 1970er Jahre existierenden Lo/Ro-Typs von einer DDR-Werft. Diese ladungstechnisch flexiblere, aber auch bauaufwändigere Weiterentwicklung des schon seit den 1960er Jahren existierenden ConRo-Schiffs zeichnet sich durch eine Erreichbarkeit aller Laderäume durch Luken und Rampen, sowie einer Ausrüstung mit eigenem Ladegeschirr aus. Der Lo/Ro-Typ ist daher insbesondere für Dienste mit gemischten Ladungsaufkommen von Containern, Stück-, Lang- und Schüttgütern und schwerer rollender sowie sperriger Ladung in Regionen, die den Einsatz gleich großer Containerschiffe oder RoRo-Schiffe nicht erlauben, sowie für militärische Versorgungseinsätze geeignet.
Die Laderäume der Serie Lo/Ro 18 haben zwei Decks. Das obere Deck mit 2370 m³ Raum bietet Stellfläche für 232 PKW oder 81 LKW, bzw. Trailerfläche für umgerechnet 89 TEU, die über eine dreiteilige Winkel-Heckrampe mit 5,8 Metern Fahrbahnbreite und 45 Tonnen Tragfähigkeit erreicht werden kann. Für den herkömmlichen Umschlag verfügen die Schiffe der Baureihe Lo/Ro 18 über je zwei 2×12,5-Tonnen-Doppelwippkräne, zwei 25-Tonnen-Schwingladebäume und einen 125-Tonnen Schwergutbaum. Es können weiterhin auch Schüttgüter im Zwischendeck, als auch in den Laderäumen 2 bis 4 geladen werden.

## Die Schiffe
| Bauname                | Bau- nummer | IMO- Nummer | Ablieferung      | Spätere Namen und Verbleib |
| ---------------------- | ----------- | ----------- | ---------------- | --- |
| Astrakhan              | 121         | 8314586     | 1983             | Admetos (1996) → Quetzal (1997) → Nordbulk Ramin (1997) → Avatar (2000), ab 24. Mai 2024 in Chittagong verschrottet. |
| Rostov                 | 122         | 8314598     | 1984             | La Fee (2003) → Feliz (2003) → Oriental Express (2005) → ab 05/2010 in Alang abgebrochen. |
| Vinnitsa               | 123         | 8314603     | 1984             | ab 1998 als Star Admiral, am 24. Januar 2001 gesunken auf 42.45N/19.01.30W |
| Kremenchug             | 124         | 8314615     | 1985             | seit 2007 als Ocean Rouge in Fahrt.08/2009 als Nipa in Chittagong abgebrochen. |
| Budapesht              | 125         | 8314627     | 1985             | seit 2004 als Atlantic Leader in Fahrt. 10/2011 in Alang abgebrochen. |
| Kostroma               | 126         | 8314639     | 1985             | Alessia R, 1999 PCC Panama, 2003 Fiona R, 2004 Fiona 7, 2008 Oriental Bridge, im Oktober 2012 in Abidjan vom Eigner aufgegeben. |
| Brest                  | 127         | 8314641     | 1985             | seit 2007 als Nova Sun in Fahrt. 2008 zum Autotransporter umgebaut, 11/2012 als OS Bangkok in China abgebrochen. |
| Rovno                  | 128         | 8314653     | 1985             | seit 2007 als Nova Sea in Fahrt. 2007 zum Autotransporter umgebaut, 11/2012 als OS Singapore in China abgebrochen. |
| Ulan-Bator             | 129         | 8314665     | 1986             | 2007 KKG-2 ab 14. Dezember 2010 abgebrochen. |
| Sverdlovsk             | 130         | 8314677     | 1986             | seit 2007 als Atlantic Trader in Fahrt. 11/2011 in Alang abgebrochen. |
| Korsun-Shevchenkovskiy | 131         | 8600492     | 1986             | seit 2002 als African Sky in Fahrt und 2008 zum Autotransporter umgebaut. 12/2012 als OS Yangon in China abgebrochen. |
| Truskavets             | 132         | 8600507     | 1986             | PCC Panama, seit 1999 als Anna Desgagnes in Fahrt, Anna (2017), 2017 Abbruch in Gadani |
| Samarkand              | 133         | 8620155     | 1986             | seit 2007 als KKG-1 in Fahrt. 08/2011 in Alang abgebrochen. |
| Zhitomir               | 134         | 8715273     | 1987             | seit 2003 als NS Challenger in Fahrt. 06/2010 als Bright Dream in Alang abgebrochen. |
| Baltysk                | 135         | 8715285     | 1987             | seit 2005 als Olga in Fahrt. 12/2012 als Atlantic Hope in Alang abgebrochen. |
| Vyborg                 | 136         | 8716318     | 10. März 1988    | Lina (1996), Baltic Mercur (2000), 2014 Abbruch in Alang. |
| Kolpino                | 137         | 8811340     | 17. August 1988  | seit 2003 als Atlantic Project in Fahrt. 08/2011 in Alang abgebrochen. |
| Vladimir               | 138         | 8811352     | 12. Oktober 1988 | Continuo (1996), Salvador (1997), Vladimir (2004), Atlantic Dream (2006), 2013 Abbruch in Alang. |
| Kolomna                | 141         | 8922527     | 1. Juli 1989     | 2003 Al Naser am 29. Oktober 2020 in Gadani zum Abbruch gestrandet. |
| Lukhovitsy             | 142         | 8922539     | 25. August 1989  | Altair Star (1996) → Bremer Trader (1997) → Sandra Delmas (1999) → Hanseatic Trader (2000) → Lykes Sprinter (2001) → Atlantic Trader(2006) → 2014 Abbruch in Chittagong                                                             |
| Murom                  | 143         | 8922541     | 1989             | seit 2003 als Al Barakah in Fahrt. 02/2011 als Seaway No. 6 in Alang abgebrochen. |
| Yevgeniy Mravinshiy    | 151         | 8811699     | 1990             | 1996 Marcela R., 1996 Alioth Star, 1997 Global Hawk, 1998 Nordana Kampala, 1999 Cobra, 1999 Thorshope, 2000 Lykes Winner, 2004 OBL Winner, 2005 Aladdin Dream, 2009 als Atlantic Nyala, ab 5. Juli 2015 in Chittagong verschrottet. |
| Kislovodsk             | 152         | 8811704     | 1990             | ab 2005 als Sharazade Dream in Fahrt. 07/2012 als Yong An Men in Alang abgebrochen. |
| Krasnodon              | 153         | 8811716     | 1990             | 2009 Atlantic Eland am 6. Februar 2015 in Alang Plot 114 zum Abbruch gestrandet. |
| Georgiy Tovstonogov    | 154         | 8902280     | 1991             | 2008 Atlantic Impala, am 23. Dezember 2014 in Chittagong zum Abbruch gestrandet. |
| Kovrov                 | 155         | 8902292     | 1992             | seit 2004 als Atlantic Navigator, 2016 zum Abbruch verkauft, 2017 Abbruch in Chittagong. |
| Viktor Konchayev       | 157         | 8902319     | 1993             | Gemini Star (1996) → Bremer Carrier (1997) → Nordana Kisumu (1998) → Seaboard Chile (1999) → Atlantic Cavalier (2001) → Atlantic Action (2003) → 2017 Abbruch in Chittagong.                                                        |